# Réserve de Faune de Santchou
La Reserve de faune de Santchou, est une aire protégée du Cameroun. Elle est située dans le département de la Menoua dans la région de l'ouest. Elle s'étend sur une superficie d'environ 7 000 ha , dont 2 500 hectares  sont occupés par les populations des deux ethnies.

## Description
La réserve de faune de Santchou est créée le 20juillet 1947 par le haut commissaire de la République française par arrêté no 262/46 du 20 juillet 1947. C'est la seule réserve de faune de toute la région de l’Ouest Cameroun. Elle est située en zone de savane humide. À sa création, elle est une réserve forestière, crée « en vue d’y favoriser le reboisement naturel et d’y faire exécuter des travaux de reboisement et de protection ».
Elle est par la suite convertie en réserve de faune par arrêté du 29 septembre 1987 du fait de la variété et de la densité de son peuplement animal, et particulièrement de la forte présence des éléphants. À sa création, elle est peuplée des éléphants nains, des buffles et autres espèces animales.
À l'origine dotée d'une grande  biodiversité, la réserve subit de fortes menaces et pressions qui affectent son écosystème. En 2003, il est estimé à 40%, la proportion de la réserve déjà détruite, du fait de la déforestation aux fins d'y développer l’agriculture, notamment la culture du cacao et du café, les cultures vivrières et l’exploitation du bois.

## Administration

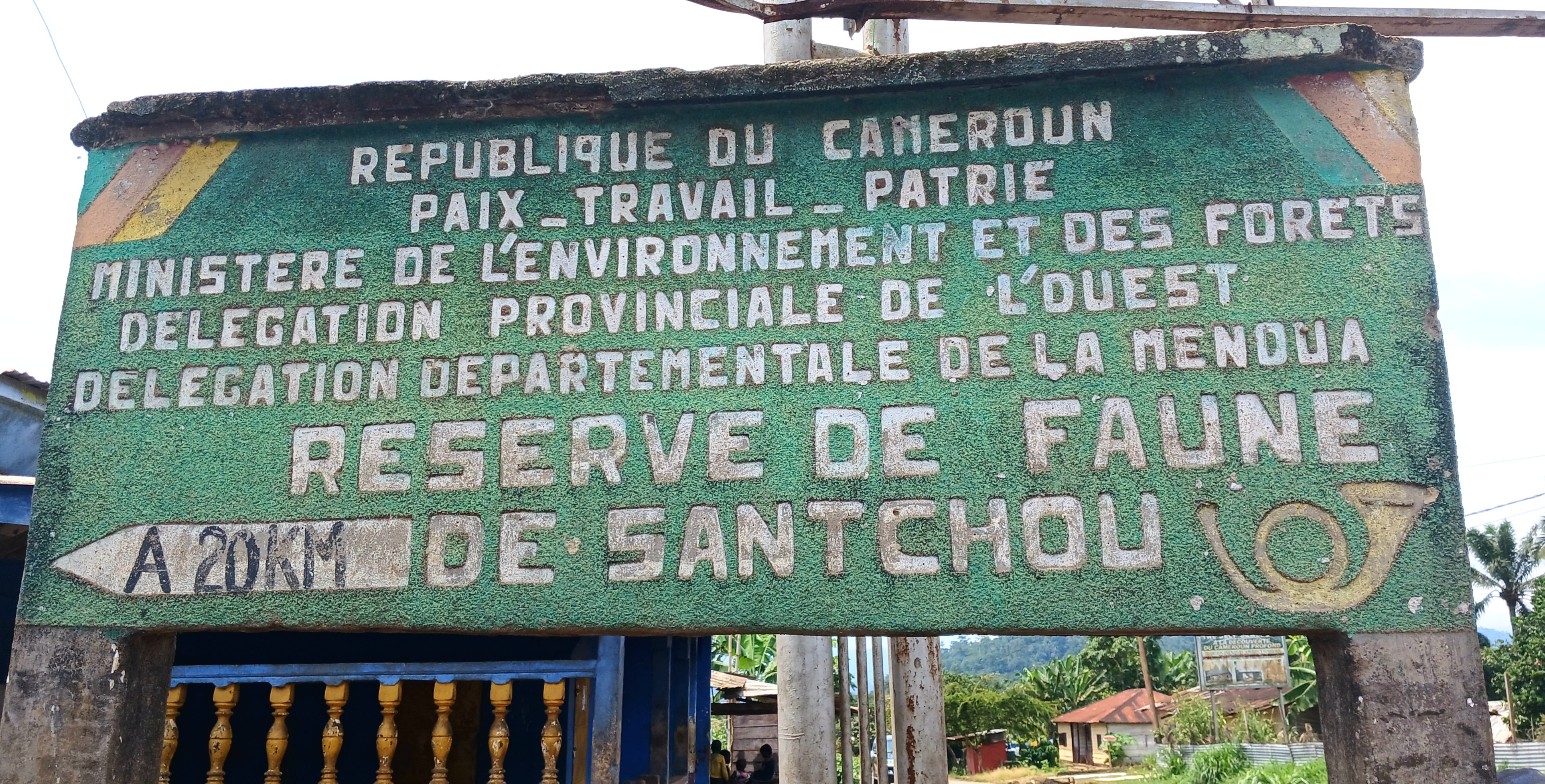
Plaque indicative de la réserve de faune de Santchou

La réserve est une aire protégée propriété du Cameroun et gérée par un conservateur soutenu par des garde-chasse. Des études réalisées sur la réserve recommande une application des lois en matière de protection et de gestion de la réserve afin d'éviter le changement du couvert forestier et la destruction des habitats fauniques et une réintroduction des espèces pionnières de la réserve: les éléphants nains et les buffles nains. Pour mettre terme à cet état de chose, le ministre des Forêts et de la Faune, à travers la délégation régionale de l'Ouest que dirige Tsangue Gisèle a, après des missions de reconnaissance, d'explication, d'installation des comités de vigilance dans les neuf communautés riveraines de la réserve qui ont également reçu du matériel d'appui (machettes, limes, bottes, tenues appropriées), a mis sur pied, au terme d'un séminaire, une plate forme de concertation avec les populations riveraines pour la protection de la réserve de faune de Santchou.

## Population
Le rapport du Bureau central des recensements et des études démographiques (BUCREP) mentionne 40 376 habitants en 2010.

## Géographie
La réserve de faune de Santchou est géographiquement localisée à 5° 15′ 26,68″ N, 10° 02′ 09,38″ E. Elle est en zone de savane humide.
La réserve couvre le territoire de neuf villages : Mbongo, Mbokou, Mogot, Mokot, Nden Matock, Moyong, Mankang, Balé et Ngang. Elle est limitée au Nord par la rivière Olouono et la rivière Edep-Piagna, au Sud par la rivière Métchié , à l’Est par la rivière Oloué et la rivière Edep-Mfomo ; et à l’ouest par la rivière Menoua.

## Climat
En général, Santchou a un climat de savane avec une saison sèche en hiver selon la classification  de Köppen-Geiger, et reçoit des précipitation importantes tout au long de l'année. la température moyenne annuelle est de 22.5 dégré Celsius et les précipitations moyennes annuelles sont de 1364.mm.

### Biodiversité

#### Flore

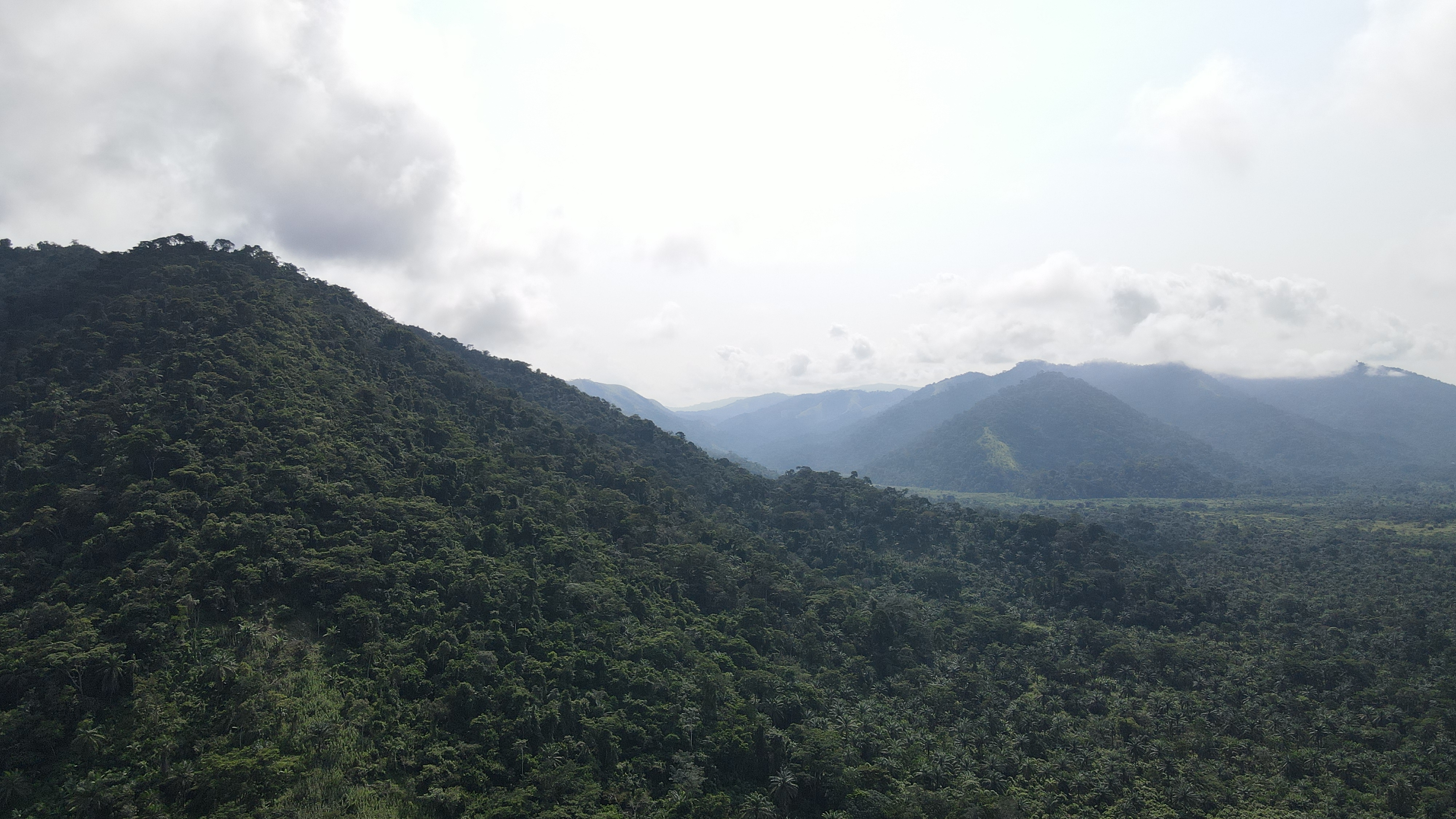
Vue montagneuse de reserve de Faune de Santchou

La réserve de Santchou appartient au domaine congo-guinéen et est caractérisée par une forêt secondaire de montagne semi-décidue dominée par les Pycnanthus angolensis, Piptadeniastrum africanum, Elaeis guineensis, Milicia excela, une forêt secondaire de plaine semi-décidue de Lophira alata, Terminalia superba, Ceiba pentandra, Albizia zygia, une forêt marécageuse dominée par Phoenix dactylifera et une savanne herbeuse  dominée par Imperata cylindrica, Annona senegalensis, Inga edulis.
Son couvert forestier est au classement forêt de montagne, forêts de montagne dégradées, forêt de plaines semi-feuillues et forêts de plaine dégradée.

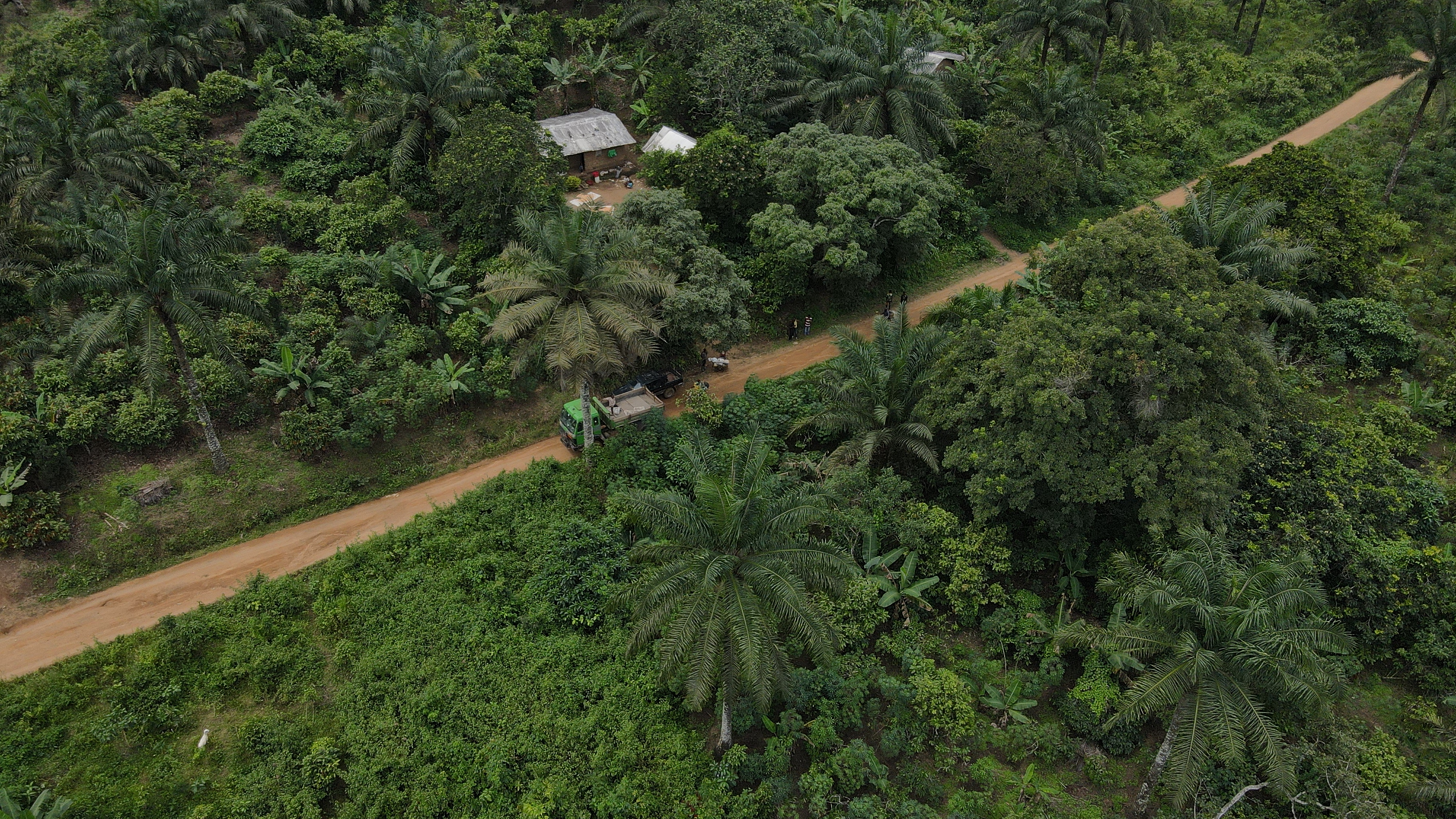

 L'agriculture de rente notamment la culture du cacao et du café et l'activité humaine sont les principales causes du changement du couvert forestier de la réserve. En 2015, les parcelles cultivées sont responsables de jusqu'à 43,02% du changement l’utilisation des terres. Entre 1987 et 2013, les pertes de la couverture forestière enregistrées se situent entre 6.3 et 12,90 % de forêts de montagne et de plaine au profit des parcelles cultivées et des surfaces bâties.

#### Faune
Initialement réserve forestière à sa création en 1697, le réserve de Santchou est convertie en réserve de faune en septembre 1987 du fait de la variété et de la densité de sa faune et particulièrement de la forte présence des éléphants pour la protection des éléphants pygmées, (Loxodonta africana pumulio), le buffle nain (Syncerus caffer nanus). Autrefois peuplée d'éléphants nains, de buffles et de nombreuses autres espèces animales, elle est depuis quelques années considérée comme une aire protégée menacée. en effet la reserve a connu des défis important tels que la déforestation et la pression anthropique qui ont menacé la biodiversité de la région.

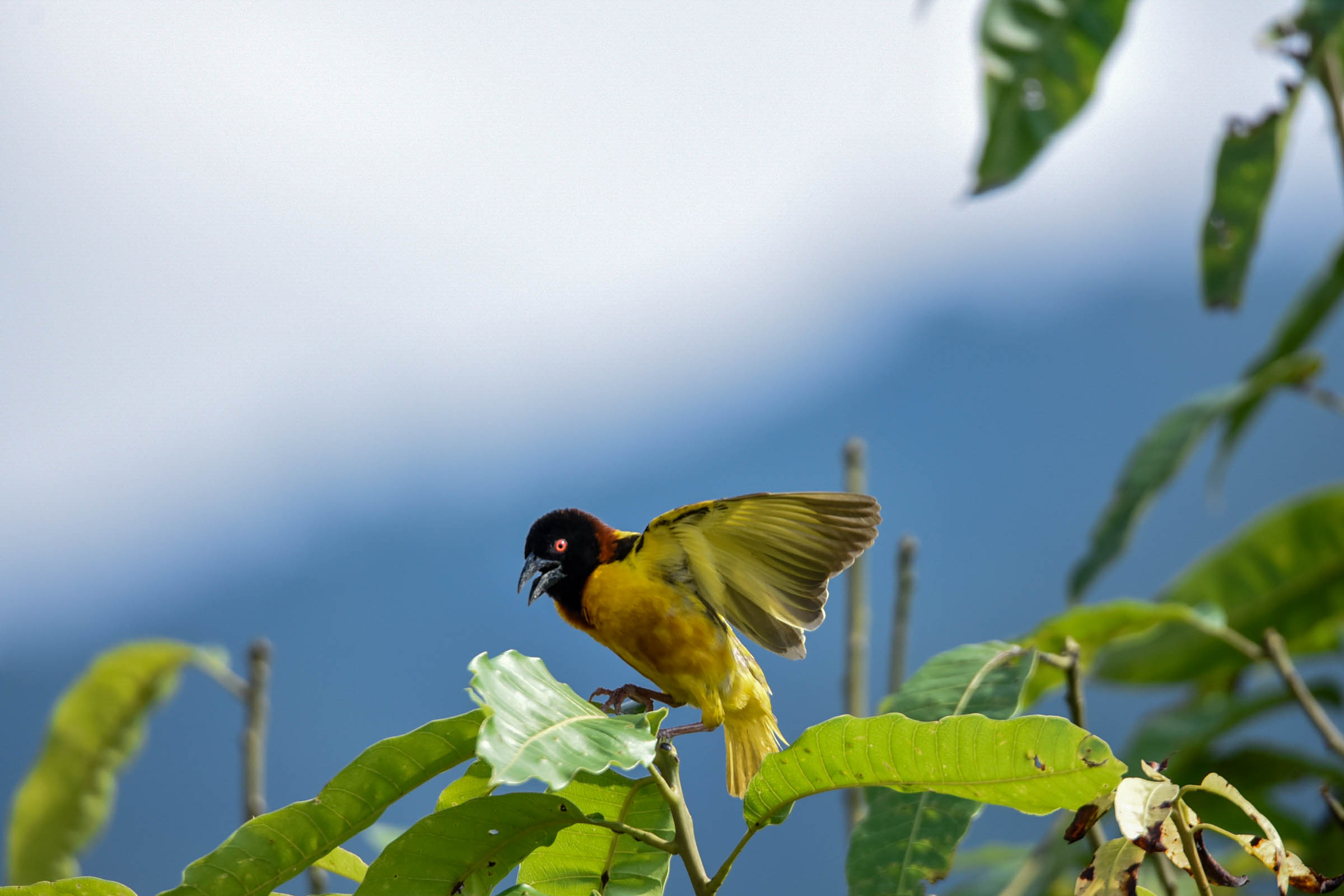
Reserve de Santchou dans la région den l'Ouest
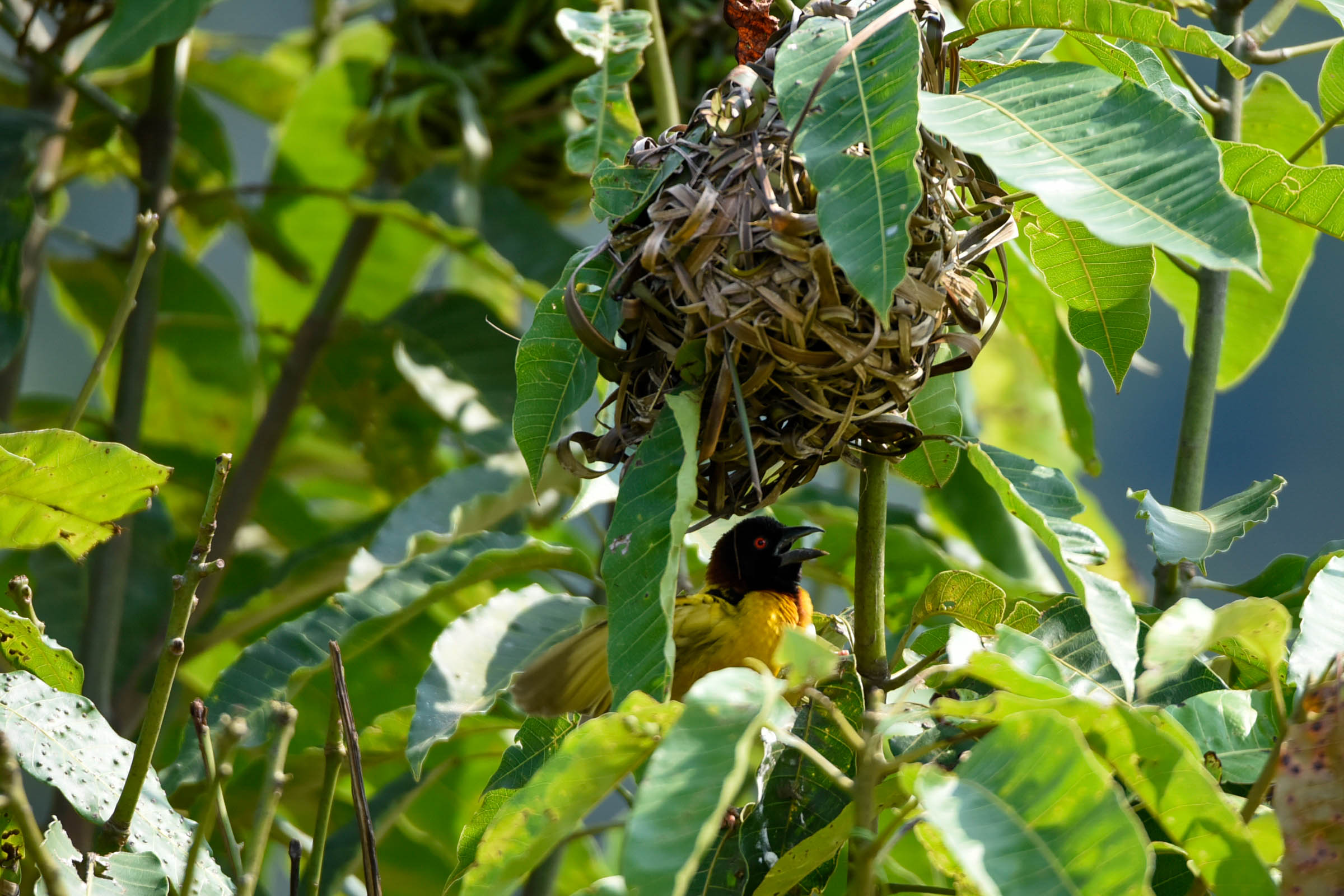
Reserve de Santchou dans la région den l'Ouest

## Menaces pour la biodiversité
De nombreuses espèces fauniques protégées telles que les éléphants nains et buffles nains n'y existent plus pratiquement et les oiseaux endémiques y sont actuellement menacés.
Les animaux dans la réserve sont mal protégés et le braconnage y est répandu. Les braconniers font de cette réserve leur chasse gardée et abattent autant que possible les buffles pour vendre leur chair et les éléphants pour la commercialisation de leur ivoire. Selon le conservateur de la réserve de faune, Maurice Woundem, les éléphants de la réserve se sentant en insécurité ont migré dans la région du Sud-Ouest, plus précisément dans la localité de Mbeta et d'autres rejoignent les flancs du mont Manengouba.

## Galerie photos

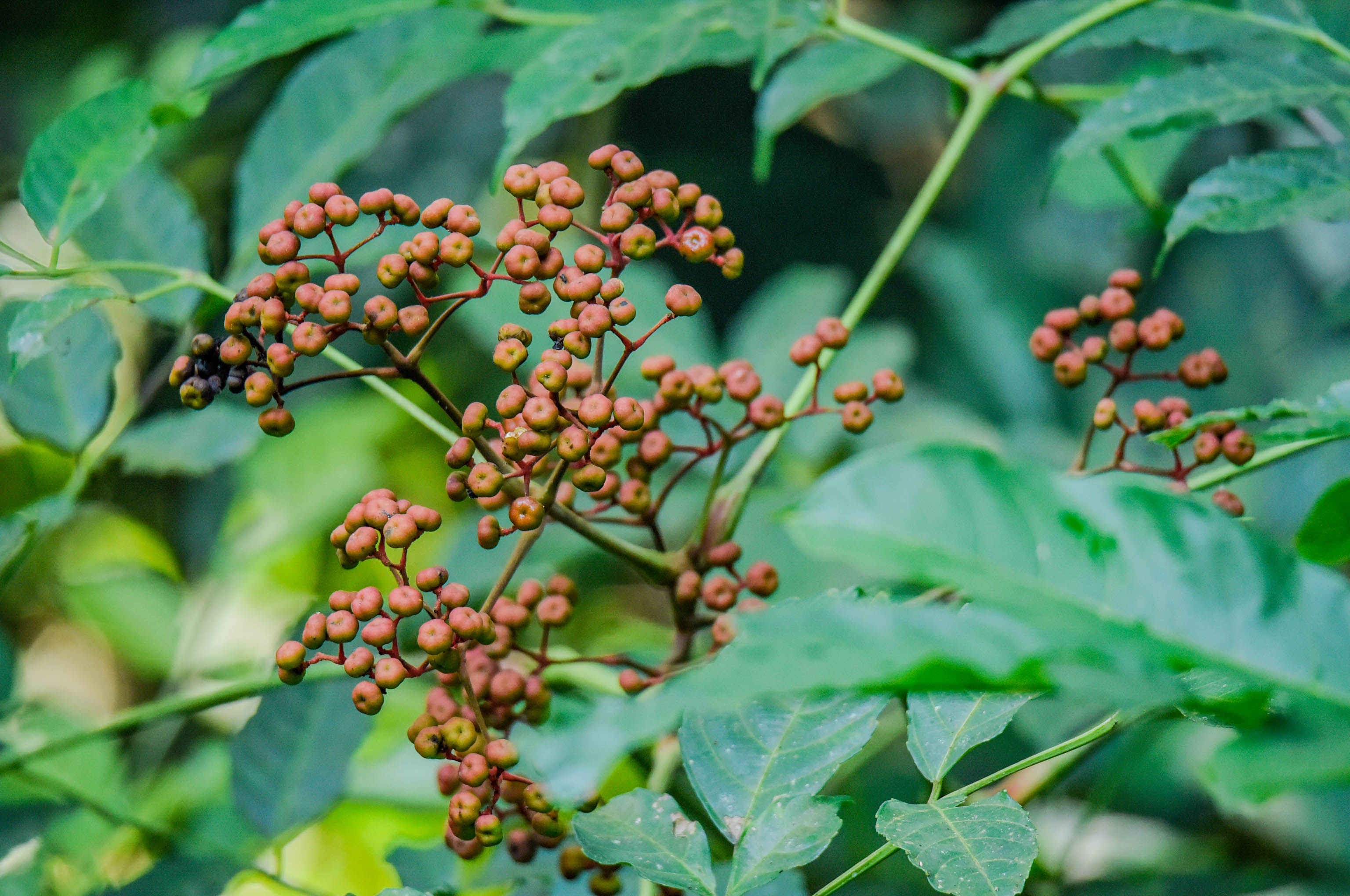
Une fleur de la reserve de Santchou

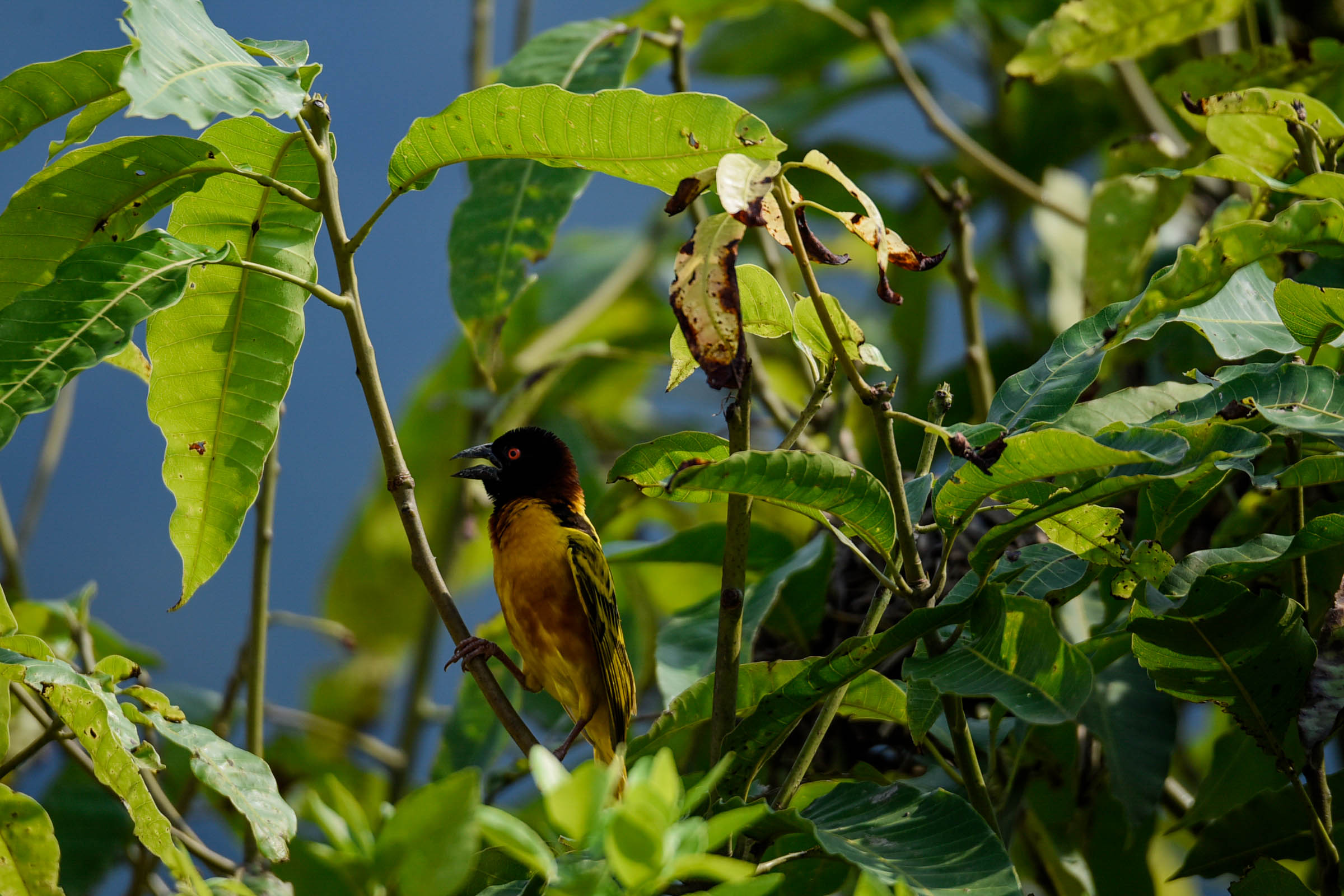
Reserve de Santchou dans la région de l'Ouest Cameroun

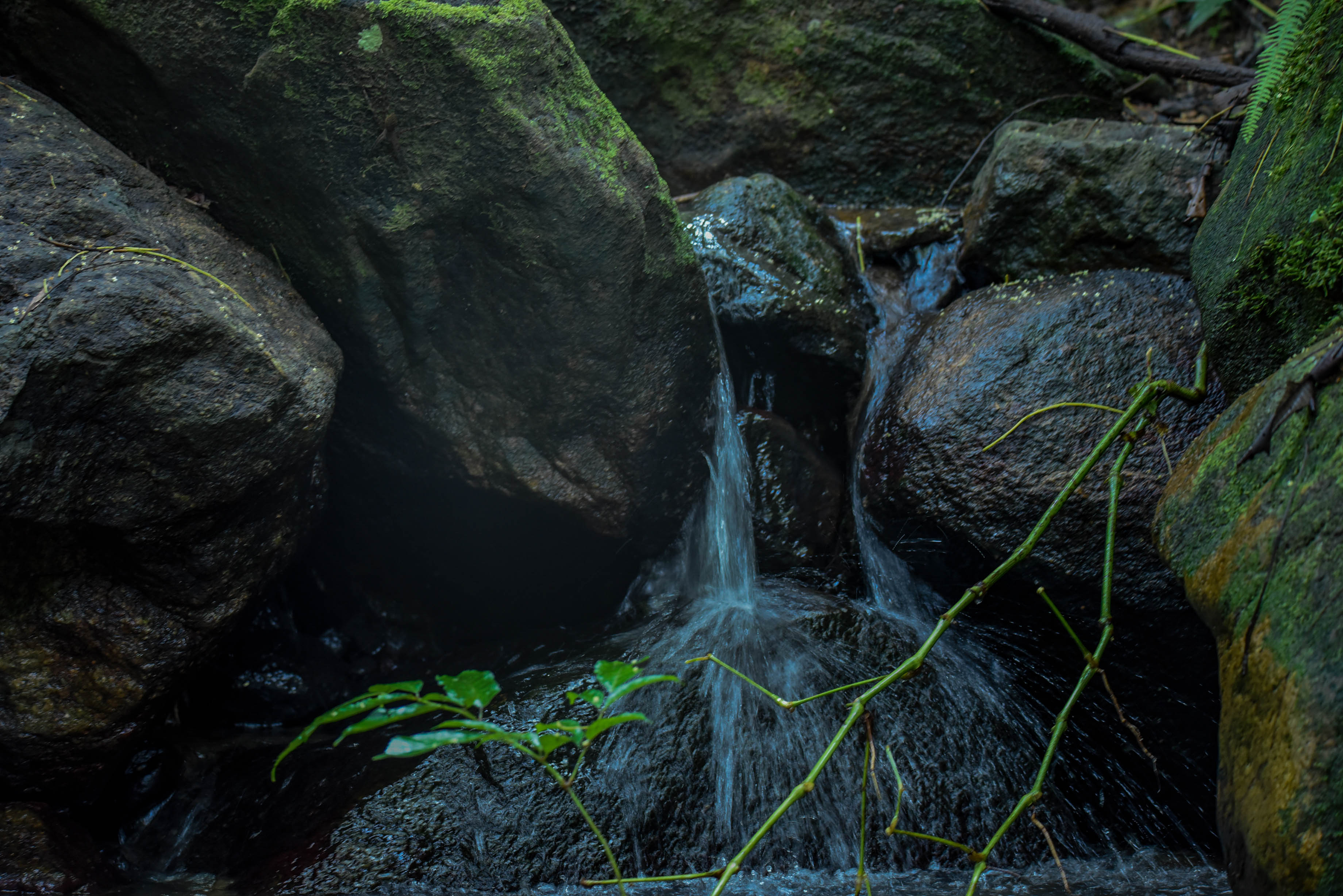
Reserve de Santchou